# Markowa (gmina)
Markowa – gmina wiejska w województwie podkarpackim, w powiecie łańcuckim. W latach 1975–1998 gmina położona była w województwie rzeszowskim.
Siedziba gminy to Markowa.
Według danych z 30 czerwca 2004 gminę zamieszkiwało 6607 osób.

## Struktura powierzchni
Według danych z roku 2002 gmina Markowa ma obszar 68,46 km², w tym:
- użytki rolne: 71%
- użytki leśne: 22%

Gmina stanowi 15,15% powierzchni powiatu.

## Demografia
Dane z 30 czerwca 2004:
| Opis                              | Ogółem | Ogółem | Kobiety | Kobiety | Mężczyźni | Mężczyźni |
| --------------------------------- | ------ | ------ | ------- | ------- | --------- | --------- |
| jednostka                         | osób   | %      | osób    | %       | osób      | %         |
| populacja                         | 6607   | 100    | 3353    | 50,7    | 3254      | 49,3      |
| gęstość zaludnienia (mieszk./km²) | 96,5   | 96,5   | 49      | 49      | 47,5      | 47,5      |

## Sołectwa
Husów, Markowa, Tarnawka.

## Sąsiednie gminy
Chmielnik, Gać, Hyżne, Jawornik Polski, Kańczuga, Łańcut